# Isola Bella
Isola Bella jest jedną z wysp Borromee na jeziorze Maggiore we Włoszech. Wyspa jest długa na 320 m  a szeroka na 180 metrów. Centralną część wyspy zajmuje pałac Borromeuszów (it. Borromee) oraz znajdujące się wokół niego ogrody. Isola Bella w przeszłości była zamieszkiwana lecz obecnie jest bezludna.

## Historia

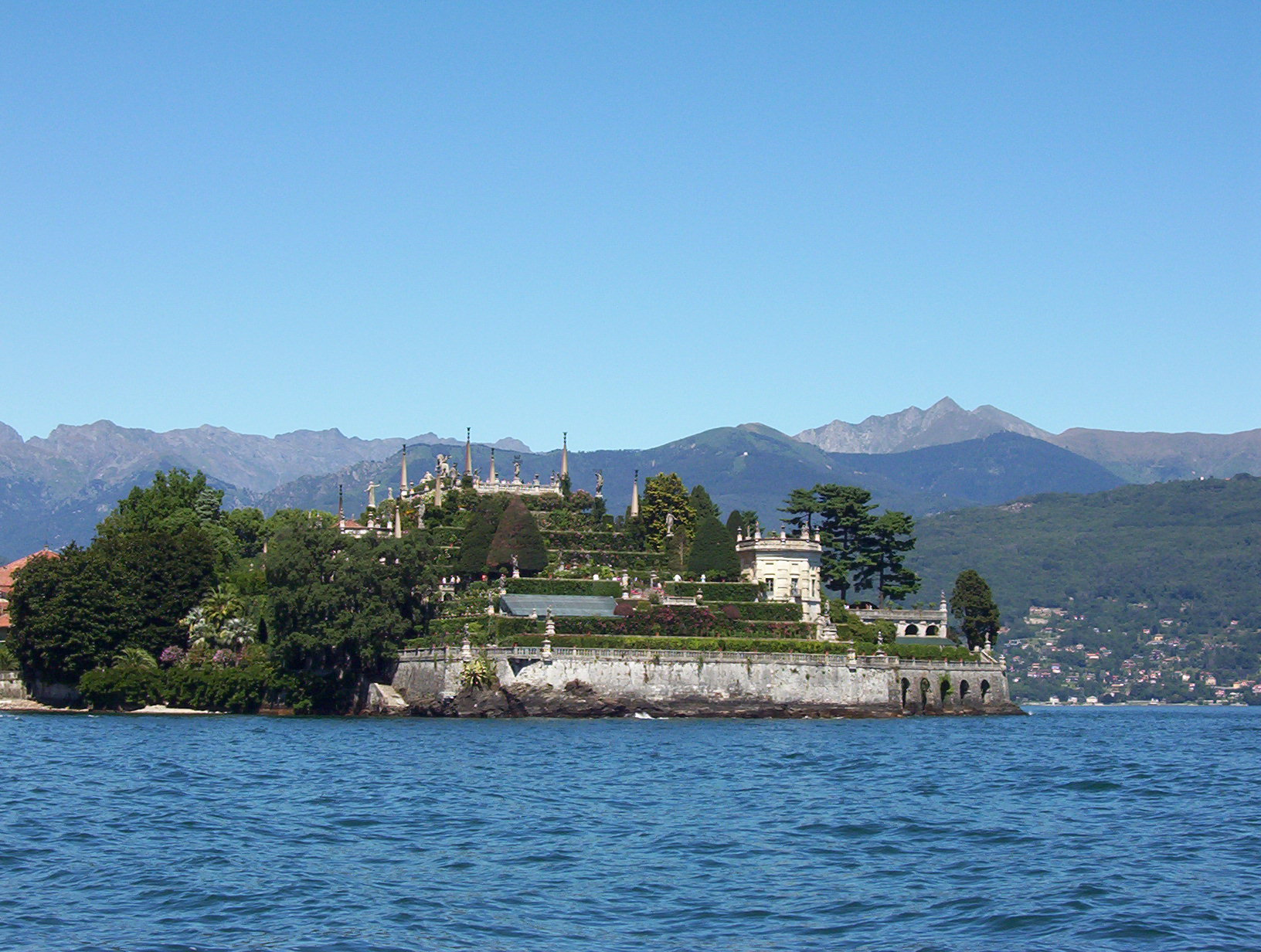
Ogrody na Isola Bella

Do 1632 roku wyspa była skalną wysepką znaną jako Isola di Sotto. Jednakże w tym samym roku Carlo III członek rodziny Borromeuszów rozpoczął budowę pałacu w dedykacji dla swojej żony Isabeli D'Addy. Prac nad budową pałacu oraz projektem ogrodu podjął się mediolańczyk Angelo Criveli. Prace nad budową zostały przerwane około 1650 roku z powodu wybuchu epidemii w Księstwie Mediolanu. Po śmierci Carlo III zadanie ukończenia budowy odziedziczyli jego synowie Giberto III oraz Vitalino VI, którzy zatrudnili do pracy mediolańskiego architekta Carlo Fontane, który dokończył prace nad budową pałacu. Jednakże wykończenie prac  nad ogrodem bracia zostawili swojemu bratankowi Carlo IV. Inauguracyjne otwarcie pałacu miało miejsce w 1671 roku.
Za czasów Giberta V Borromeusza (1751–1837) wyspa stała się popularnym miejscem odwiedzin najsławniejszych osób, wśród których zaleźli się między innymi Edward Gibbon, Napoleon Bonaparte wraz ze swoją ówczesna żoną Józefiną oraz Karolina Brunszwicka Księżna Walii.

## Wyspa obecnie
Mimo braku stałej populacji wyspa stała się bardzo popularna wśród turystów. Mogą o tym świadczyć choćby połączenia promowe z 4 gminami: Stresa, Baveno, Verbania oraz Intrą.